# 김윤희 (배우)
김윤희(1972년 9월 5일 ~ )는 대한민국의 배우이다.

## 학력
- 서울예술전문대학 연극과

## 출연 작품

### 드라마
- 여자의 남자 (MBC, 1993년)
- 숙희 (MBC, 1995년)
- 여울 (KBS2, 1995년) - 수연 역
- 송화 (KBS2, 2000년)

### 영화
- 여곡성 (1986년) - 옥분 역
- 냉혈자 (1987년)
- 변태의 계절 (1989년)
- 장군의 아들 (1990년)
- 흑설 (1991년) - 진이 역
- 갈마 (1991년)
- 애마부인 7 (1992년) - 미스 최 역
- 아침이 오면 그대 이름으로 (1993년)
- 투캅스 (1993년) - 여형사 역[1]
- 미란다 (1995년)
- 고금소총 3 (1995년)
- 해병묵시록 (1995년)
- 어른들은 청어를 굽는다 (1996년)
- 미끼 (1998년) - 제니 역[2]
- 엽기적인 색녀 (2001년)
- 보스 상륙 작전 (2002년) - 왕발예접 역
- 휘파람 공주 (2002년) - 섹시녀 역
- 동승 (2002년) - 계곡 여자 2 역
- 오! 브라더스 (2003년) - 특수학교 선생 4 역
- 내 남자의 로맨스 (2004년) - 까페 커플 여 4 역

### 연극
- 외로운 별들

### 방송
- 강원365 (춘천MBC) - 리포터

## 수상
- 1995년 미스코리아 탤런트상
- 1995년 미스코리아 강원 선

## 같이 보기
- 1995년 미스코리아
- 미스코리아 강원